# Starrstenarna
Starrstenarna är öar i Finland. De ligger i Norra kvarken och i kommunen Malax i landskapet Österbotten, i den västra delen av landet. Öarna ligger omkring 24 kilometer sydväst om Vasa och omkring 370 kilometer nordväst om Helsingfors.
Arean för den av öarna koordinaterna pekar på är 3 hektar och dess största längd är 450 meter i nord-sydlig riktning. Närmaste större samhälle är Malax, 16,9 km öster om Starrstenarna.